# Poliptyk ze św. Łukaszem
Poliptyk ze św. Łukaszem – poliptyk włoskiego malarza Andrei Mantegni, namalowany w latach 1453–1454. 
Wykonanie poliptyku zostało zlecone Mantegni podczas jego pobytu w Padwie w 1453 roku przez mnichów benedyktyńskich z opactwa Santa Giustina. Zgodnie z zawartą umową pomiędzy artystą a mnichami, zachowaną do dziś w Archiwach Miejskich w Padwie, Mantegna zobowiązywał się do własnoręcznego wykonania wszystkich postaci, zakupu potrzebnych mu materiałów i do pomalowania błękitem ramy poliptyku – dziś już zaginionej. Poliptyk miał docelowo zostać umieszczony na ołtarzu poświęconym św. Łukaszowi. 
Święty Łukasz, jako patron artystów, w ikonografii chrześcijańskiej przedstawiany był w chwili malowania portretu Matki Boskiej. W klasztorze Santa Giustiana mnisi trudnili się kopiowaniem i oprawianiem kodeksów. Zgromadzili bogatą bibliotekę, a ich intelektualne dysputy były znane w całym regionie. Mantegna, za sprawą zleceniodawców, odszedł od typowego wizerunku świętego i przedstawił go jako kopistę pochylonego nad pulpitem i skupionego na pisaniu. W zaskakujący sposób przedstawił szczegóły pracy kopisty. Po lewej stronie spodniej części pulpitu widoczne są czarne plamy, pozostawione przez świętego podczas czyszczenia końcówki gęsiego pióra. Po prawej stronie można zobaczyć natomiast plamy czerwonego laku. Na marmurowej kolumnie znajduje się podpis Mantegny.      
Na tym samym poziomie, co postać św. Łukasza, malarz umieścił na marmurowej posadzce, imitującej szachownicę z cegiełki, cztery wizerunki świętych. Ich wybór jest związany z zakonem benedyktynów i relikwiami znajdującymi się w klasztorze. W czarnych habitach zakonnych przedstawił św. Felicytę i św. Benedykta. Postać w stroju biskupim to Święty Prosdocimus, wysłany przez św. Piotra do nawrócenia Padwy. Ostatnią postacią jest Święta Justyna, patronka klasztoru.    
Nad św. Łukaszem znajduje się postać Chrystusa z rozpostartymi ramionami ukazującymi otwarte rany. Obok niego stoi Maria i św. Jan w pozach wyrażających żal. Po bokach Mantegna umieścił kolejnych świętych. Po prawej stronie przedstawiony jest bez nakrycia głowy Mąż Boleści, wzorowany na postaci z ołtarza Donatella w bazylice San Antonio.